# 三井高俊
三井 高俊（みつい たかとし、生年不詳 - 寛永10年9月6日（1633年10月8日））は、江戸時代前期の日本の商人。通称は則兵衛。

## 来歴
天正年間に伊勢国（現在の三重県）で生まれる。父は近江国の六角氏の家臣で、越後守の三井高安。
松阪に質屋を主業とする店をひらいた。「越後殿の酒屋」とよばれたという。のちの「越後屋」の起こりとなる。店ではほかに酒や味噌の類を商った。
妻は三井殊法。四男の三井高利は江戸で越後屋三井呉服店（のちの三越）を開業した。